# Sidhi
Sidhi ist eine Stadt im indischen Bundesstaat Madhya Pradesh. Die Stadt liegt im Osten des Bundesstaates und befindet sich nahe dem geografischen Zentrum Indiens.
Die Stadt ist das Verwaltungszentrum des gleichnamigen Distrikt Sidhi. Sidhi hat den Status eines Municipal Council. Die Stadt ist in 24 Wards (Wahlkreise) gegliedert.

## Demografie
Die Einwohnerzahl der Stadt liegt laut der Volkszählung von 2011 bei 54.331. Sidhi hat ein Geschlechterverhältnis von 905 Frauen pro 1000 Männer und damit einen für Indien üblichen Männerüberschuss. Die Alphabetisierungsrate lag bei 83,3 %. Knapp 94 % der Bevölkerung sind Hindus, ca. 5 % sind Muslime und ca. 1 % gehören einer anderen oder keiner Religion an. 13,2 % der Bevölkerung sind Kinder unter 6 Jahren.